# 機場駅 (深圳市)
機場駅（きじょうえき、簡体字：机场站、拼音：Jī cháng zhàn）は、中華人民共和国深圳市宝安区に位置する深圳地下鉄11号線の駅。深圳宝安国際空港の地上交通センター（GTC）の地下にある。空港駅と訳される事がある。

## 駅構造

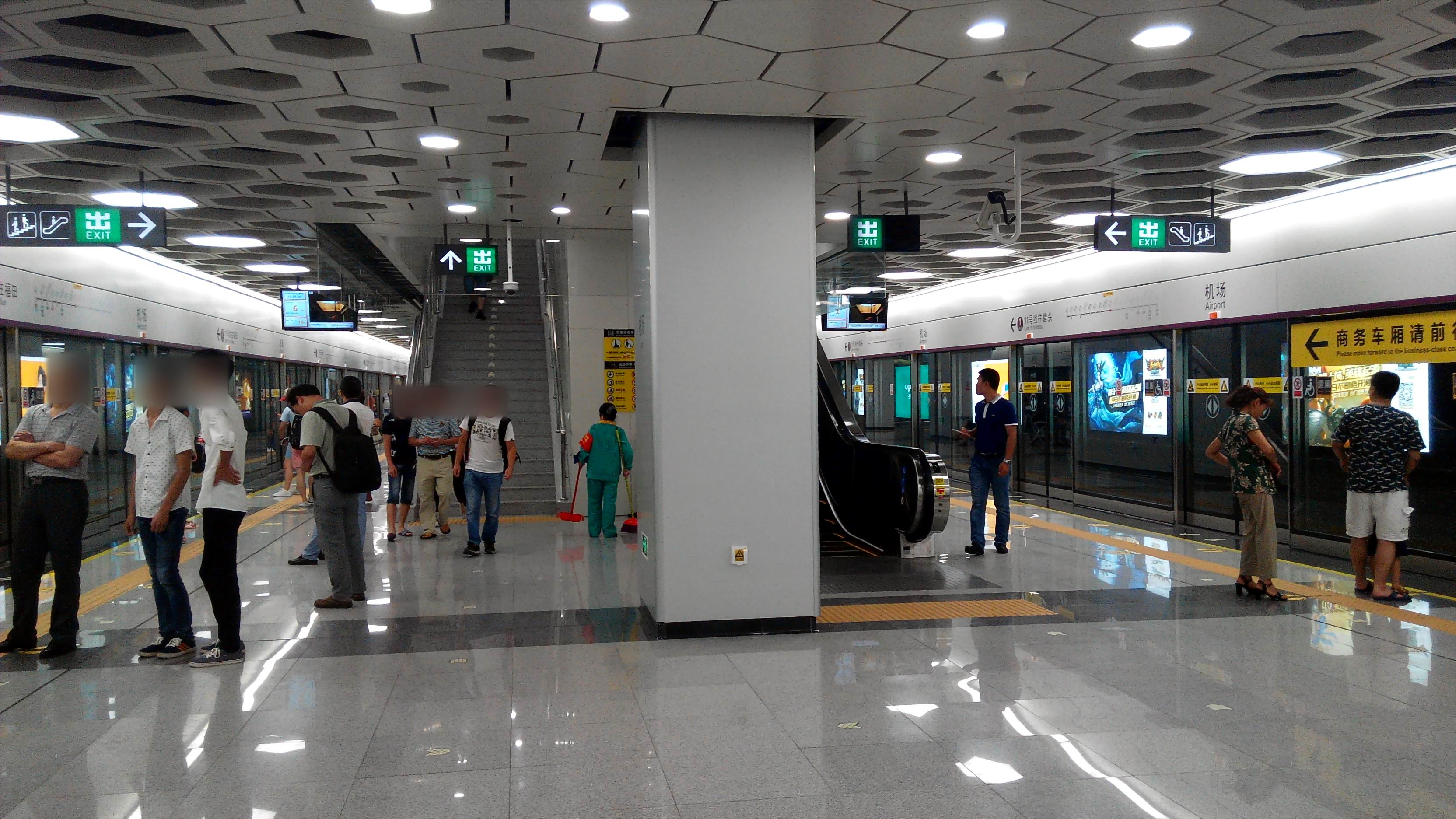
ホーム

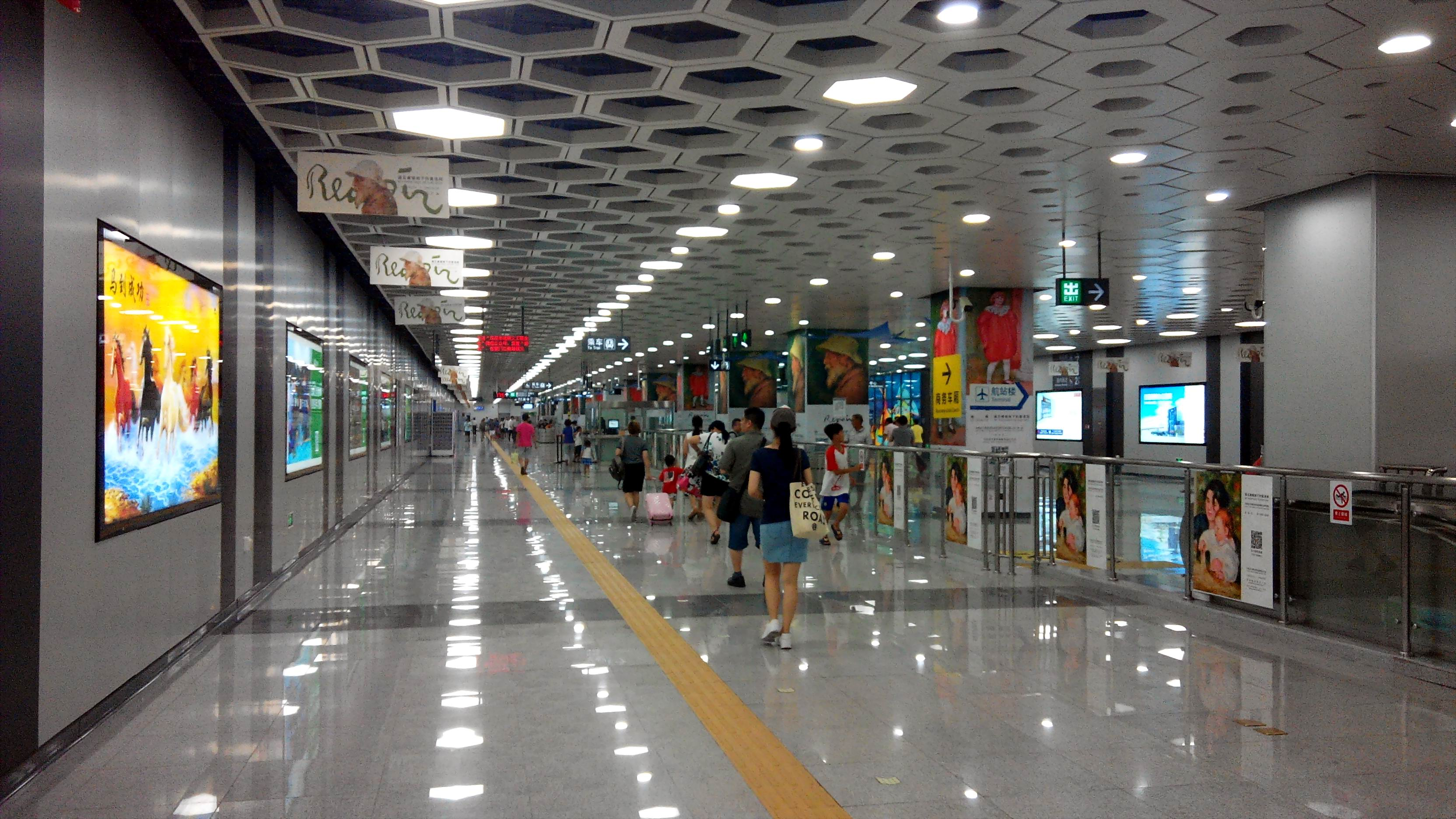
深圳空港バスステーション連絡道路

島式ホーム1面2線の地下駅
| L1-4 |                    | 出入口、陸上輸送センター、出発 |
| B1   | コンコース         | 深圳空港バスステーション       |
| B2   |                    | ←11号線 碧頭方面               |
| B2   | 島式ホーム         |                                |
| B2   | 11号線 华强北方面→ |                                |